# Musa Al-Taamari
Musa Suliman Al-Taamari (en arabe : موسى سليمان التعمري), né le 10 juin 1997 à Amman (Jordanie), est un footballeur international jordanien qui évolue au poste d'attaquant au Stade rennais FC.

## Biographie

### En club
Musa Al-Taamari est formé au Shabab Al Ordon, puis se voit prêté à Al-Jazira.
Le 28 mai 2018, il rejoint l'Europe et le club chypriote de l'APOEL Nicosie. Il y signe un contrat de trois ans.
Montpellier HSC
Le 12 juin 2023, Musa Al-Taamari rejoint libre de tout contrat le Montpellier HSC, en provenance de l’Oud-Heverlee Leuven et devient ainsi le premier joueur jordanien à évolue en France.
Le 19 août 2023, sur la pelouse de l’Olympique lyonnais lors de la 2e journée, il inscrit ses deux premiers buts avec le MHSC. Il marque le week-end suivant face au Stade de Reims, et est nommé pour le trophée du meilleur joueur du mois d’août en Ligue 1.
Sous les couleurs montpelliéraines, il aura disputé au total 43 rencontres et inscrit 7 buts.
Stade rennais FC
Le 3 février 2025, Musa Al-Taamari quitte le Montpellier HSC et s'engage avec le Stade rennais FC en paraphant un contrat de trois ans et demi, soit jusqu'en juin 2028,,. Le montant du transfert est estimé à 8 millions d'euros,.
Le 13 avril 2025, il inscrit son premier but avec les Rouge et Noir lors d'un match de championnat contre Le Havre AC (victoire, 1-5),,.

### En sélection nationale

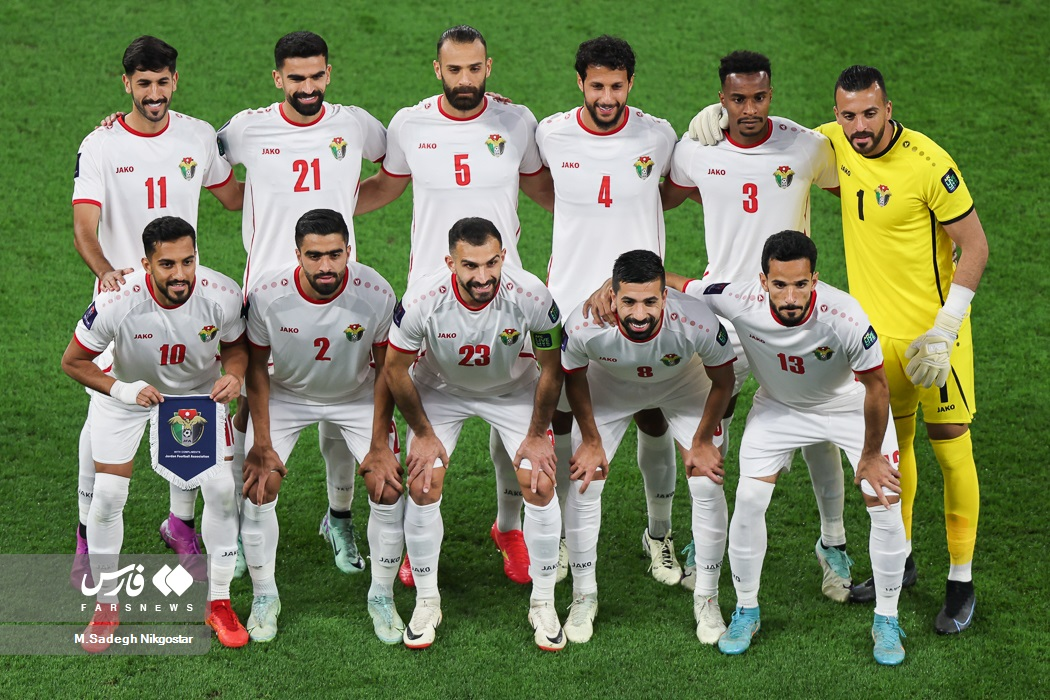
Musa Al-Taamari avec la Jordanie contre la Corée du Sud lors de la demi-finale de la Coupe d'Asie 2023.

Le 31 août 2016, il dispute son premier match en équipe de Jordanie en amical contre le Liban (score : 1-1). Le 23 mars 2017, il inscrit son premier but en amical contre Hong Kong (victoire, 4-0). Il marque son deuxième but seulement cinq jours plus tard, contre le Cambodge, lors des éliminatoires de la Coupe d'Asie des nations 2019 (victoire, 7-0).
Le 25 décembre 2017, il marque son troisième but en amical contre la Libye (score : 1-1). Son quatrième but est inscrit contre la Chine le 28 décembre 2018, une nouvelle fois en amical.
En janvier 2019, il est convoqué avec l'équipe nationale jordanienne pour participer à la Coupe d'Asie des nations 2019 organisée aux Émirats arabes unis. Lors de cette compétition, il inscrit un but contre la Syrie.

## Statistiques
| Saison                | Club                  | Championnat           | Championnat | Championnat | Championnat | Coupe(s) nationale(s) | Coupe(s) nationale(s) | Coupe(s) nationale(s) | Supercoupe | Supercoupe | Supercoupe | Compétition(s) continentale(s) | Compétition(s) continentale(s) | Compétition(s) continentale(s) | Compétition(s) continentale(s) | Total | Total | Total |
| Saison                | Club                  | Division              | M.          | B.          | P.d.        | M.                    | B.                    | P.d.                  | M.         | B.         | P.d.       | Comp.                          | M.                             | B.                             | P.d.                           | M.    | B.    | P.d.  |
| 2016-2017             | Shabab Al-Ordon       | Jordan League         | 19          | 5           | 0           | 10                    | 2                     | 0                     | -          | -          | -          | -                              | -                              | -                              | -                              | 29    | 7     | 0     |
| 2017-2018             | Al-Jazira (prêt)      | Jordan League         | 17          | 3           | 0           | 7                     | 10                    | 0                     | -          | -          | -          | AFCC                           | 7                              | 6                              | 0                              | 31    | 19    | 0     |
| 2018-2019             | APOEL Nicosie         | Cyta Championship     | 23          | 9           | 0           | -                     | -                     | -                     | 1          | 1          | 0          | C1+C3                          | 2+6                            | 0+0                            | 0+1                            | 32    | 10    | 1     |
| 2019-2020             | APOEL Nicosie         | Cyta Championship     | 21          | 3           | 6           | 1                     | 0                     | 0                     | 1          | 0          | 0          | C1+C3                          | 6+7                            | 0+0                            | 2+1                            | 36    | 3     | 9     |
| 2020-2021             | APOEL Nicosie         | Cyta Championship     | 4           | 0           | 1           | -                     | -                     | -                     | -          | -          | -          | C3                             | 4                              | 0                              | 0                              | 8     | 0     | 1     |
| Sous-total            | Sous-total            | Sous-total            | 48          | 12          | 7           | 1                     | 0                     | 0                     | 2          | 1          | 0          | -                              | 25                             | 0                              | 4                              | 76    | 13    | 11    |
| 2020-2021             | OH Louvain            | Jupiler Pro League    | 22          | 1           | 1           | -                     | -                     | -                     | -          | -          | -          | -                              | -                              | -                              | -                              | 22    | 1     | 1     |
| 2021-2022             | OH Louvain            | Jupiler Pro League    | 31          | 3           | 1           | 2                     | 0                     | 1                     | -          | -          | -          | -                              | -                              | -                              | -                              | 33    | 3     | 2     |
| 2022-2023             | OH Louvain            | Jupiler Pro League    | 34          | 6           | 4           | 2                     | 0                     | 2                     | -          | -          | -          | -                              | -                              | -                              | -                              | 36    | 6     | 6     |
| Sous-total            | Sous-total            | Sous-total            | 87          | 10          | 6           | 4                     | 0                     | 3                     | -          | -          | -          | -                              | -                              | -                              | -                              | 91    | 10    | 9     |
| 2023-2024             | Montpellier HSC       | Ligue 1               | 27          | 5           | 4           | -                     | -                     | -                     | -          | -          | -          | -                              | -                              | -                              | -                              | 27    | 5     | 4     |
| 2024-2025             | Montpellier HSC       | Ligue 1               | 15          | 2           | 1           | 1                     | 0                     | 0                     | -          | -          | -          | -                              | -                              | -                              | -                              | 16    | 2     | 1     |
| Sous-total            | Sous-total            | Sous-total            | 42          | 7           | 5           | 1                     | 0                     | 0                     | -          | -          | -          | -                              | -                              | -                              | -                              | 43    | 7     | 5     |
| 2024-2025             | Stade rennais FC      | Ligue 1               | 11          | 1           | 0           | -                     | -                     | -                     | -          | -          | -          | -                              | -                              | -                              | -                              | 11    | 1     | 0     |
| 2025-2026             | Stade rennais FC      | Ligue 1               | 1           | 0           | 0           | 0                     | 0                     | 0                     | -          | -          | -          | -                              | -                              | -                              | -                              | 1     | 0     | 0     |
| Sous-total            | Sous-total            | Sous-total            | 12          | 1           | 0           | 0                     | 0                     | 0                     | -          | -          | -          | -                              | -                              | -                              | -                              | 12    | 1     | 0     |
| Total sur la carrière | Total sur la carrière | Total sur la carrière | 225         | 39          | 18          | 23                    | 12                    | 3                     | 2          | 1          | 0          | -                              | 32                             | 6                              | 4                              | 282   | 58    | 25    |

### En sélection nationale
| Années                | Sélection             | Phases finales        | Phases finales | Phases finales | Phases finales | Éliminatoires | Éliminatoires | Éliminatoires | Éliminatoires | Amicaux | Amicaux | Amicaux | Total | Total | Total |
| Années                | Sélection             | Comp.                 | M.             | B.             | P.d.           | Comp.         | M.            | B.            | P.d.          | M.      | B.      | P.d.    | M.    | B.    | P.d.  |
| --------------------- | --------------------- | --------------------- | -------------- | -------------- | -------------- | ------------- | ------------- | ------------- | ------------- | ------- | ------- | ------- | ----- | ----- | ----- |
| 2016                  | Jordanie              | -                     | -              | -              | -              | -             | -             | -             | -             | 4       | 0       | 0       | 4     | 0     | 0     |
| 2017                  | Jordanie              | -                     | -              | -              | -              | AC 2019       | 2             | 1             | 0             | 4       | 1       | 0       | 6     | 2     | 0     |
| 2018                  | Jordanie              | -                     | -              | -              | -              | -             | -             | -             | -             | 3       | 1       | 0       | 3     | 1     | 0     |
| 2019                  | Jordanie              | Coupe d'Asie 2019     | 3              | 1              | 2              | CdM 2022      | 5             | 0             | 1             | 3       | 2       | 0       | 11    | 3     | 3     |
| 2020                  | Jordanie              | -                     | -              | -              | -              | -             | -             | -             | -             | 2       | 0       | 0       | 2     | 0     | 0     |
| 2021                  | Jordanie              | -                     | -              | -              | -              | CdM 2022      | 3             | 0             | 1             | 5       | 1       | 1       | 8     | 1     | 2     |
| 2022                  | Jordanie              | -                     | -              | -              | -              | AC 2023       | 3             | 0             | 3             | 4       | 2       | 1       | 7     | 2     | 4     |
| 2023                  | Jordanie              | -                     | -              | -              | -              | CdM 2026      | 2             | 0             | 0             | 6       | 3       | 0       | 8     | 3     | 0     |
| 2024                  | Jordanie              | Coupe d'Asie 2023     | 6              | 3              | 1              | CdM 2026      | 7             | 6             | 0             | -       | -       | -       | 13    | 9     | 1     |
| 2025                  | Jordanie              | -                     | -              | -              | -              | CdM 2026      | 4             | 1             | 2             | -       | -       | -       | 4     | 1     | 2     |
| Total sur la carrière | Total sur la carrière | Total sur la carrière | 9              | 4              | 3              | -             | 26            | 8             | 7             | 31      | 10      | 2       | 66    | 22    | 12    |

Le tableau suivant liste les rencontres de l'équipe de Jordanie dans lesquelles Musa Al-Taamari a été sélectionné depuis le 31 août 2016 jusqu'à présent :

## Palmarès

### Palmarès collectif
| Al-Jazira Amman (1)                                                                           | APOEL Nicosie                                | Jordanie                                      |
| --------------------------------------------------------------------------------------------- | -------------------------------------------- | --------------------------------------------- |
| - Championnat de Jordanie : - Vice-champion : 2018. - Coupe de Jordanie : - Vainqueur : 2018. | - Championnat de Chypre : - Champion : 2019. | - Coupe d'Asie des nation - Finaliste : 2023. |